# Foggia
Pour les articles homonymes, voir Foggia (homonymie).
Foggia est une ville italienne de la province du même nom dans les Pouilles en Italie.

## Histoire
Foggia fut fondée au IXe siècle près de l'ancienne Arpi (en grec Argos Hippium ou Argyrappe), elle-même fondée, dit-on, par Daunus ou par Diomède.
Manfred Ier de Sicile battit près de cette ville le pape Innocent V, mais il y fut défait à son tour par Charles d'Anjou en 1266. Foggia ayant pris parti pour Conradin, Charles la détruisit ; elle fut rebâtie peu de temps après. Elle souffrit beaucoup du tremblement de terre du 20 mars 1731.
Pendant la Seconde Guerre mondiale Foggia a subi plusieurs bombardements qui firent environ 20 000 morts.

## Économie
Les environs de Foggia sont parsemés de gisements de gaz assurant une fonction industrielle à la ville, qui est aussi historiquement réputée pour son marché agricole.

## Personnalités
- Frédéric II Hohenstaufen (1194-1250), empereur romain germanique, roi de Sicile, mort près de Foggia à Castel Fiorentino (sud de Torremaggiore).
- Isabelle d'Angleterre (1214-1241), princesse anglaise, épouse de l'empereur Frédéric II du Saint-Empire, reine de Germanie, reine de Sicile.
- Frédéric d'Antioche (vers 1220 à 1225 - 1256), fils de l'empereur Frédéric II du Saint-Empire, vicaire impérial général de Toscane.

- Marguerite de Sicile (1241-1270), fille de l'empereur Frédéric II du Saint-Empire, reine de Sicile.
- Charles Ier de Sicile y décède le 7 janvier 1285.

- Umberto Giordano (1867-1948), compositeur
- Vladimir Luxuria, personnalité politique
- Tony Slydini (1900-1991), magicien italien spécialiste du close-up
- Renzo Arbore, chanteur, acteur et animateur de télévision
- Mikelangelo Loconte, chanteur, auteur, compositeur, musicien, interprète et directeur artistique (Mozart dans "Mozart l'Opéra Rock").
- Gaetano Manfredonia, historien spécialiste de l'anarchisme, y naît en 1957.

## Administration
| Période                                  | Période  | Identité            | Étiquette  | Qualité      |
| ---------------------------------------- | -------- | ------------------- | ---------- | ------------ |
| 1995                                     | 2004     | Paolo Agostinacchio | AN         | Avocat       |
| 2004                                     | 2009     | Orazio Ciliberti    | DL puis PD |              |
| 2009                                     | 2014     | Gianni Mongelli     | PD         | Entrepreneur |
| 2014                                     | En cours | Franco Landella     | FI         |              |
| Les données manquantes sont à compléter. |          |                     |            |              |

### Frazione
Borgo Mezzanone, Arpinova, L'Incoronata, Cervaro, Tavernola, Segezia

### Communes limitrophes
Ascoli Satriano, Carapelle, Castelluccio dei Sauri, Lucera, Ordona, Orta Nova, Rignano Garganico, San Severo,Troia.

## Jumelages
- Göppingen (Allemagne) depuis 1971
- Pescasseroli (Italie) depuis 2005
- Quimper (France) depuis juillet 2011

## Photographies

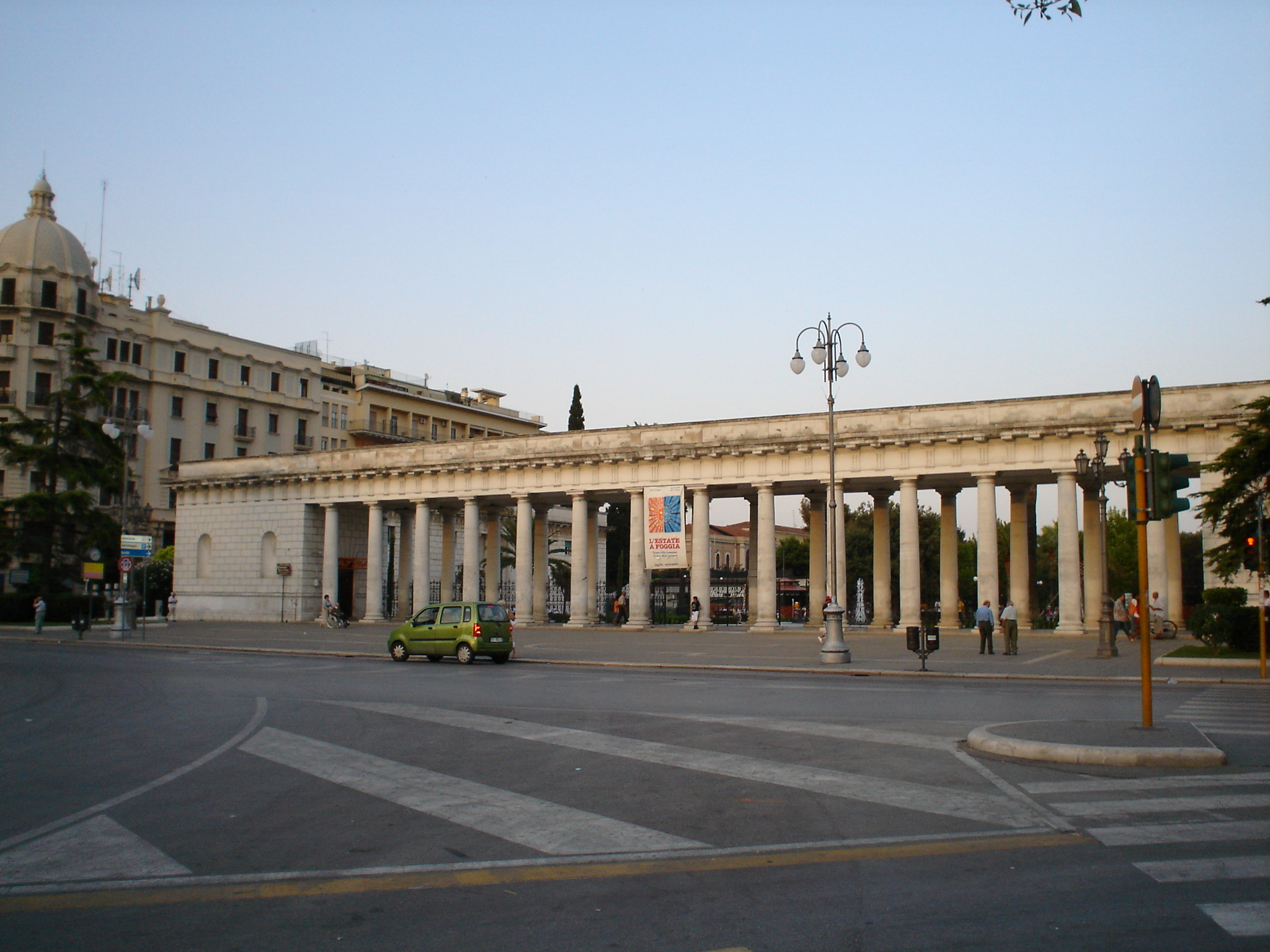
Villa Communale
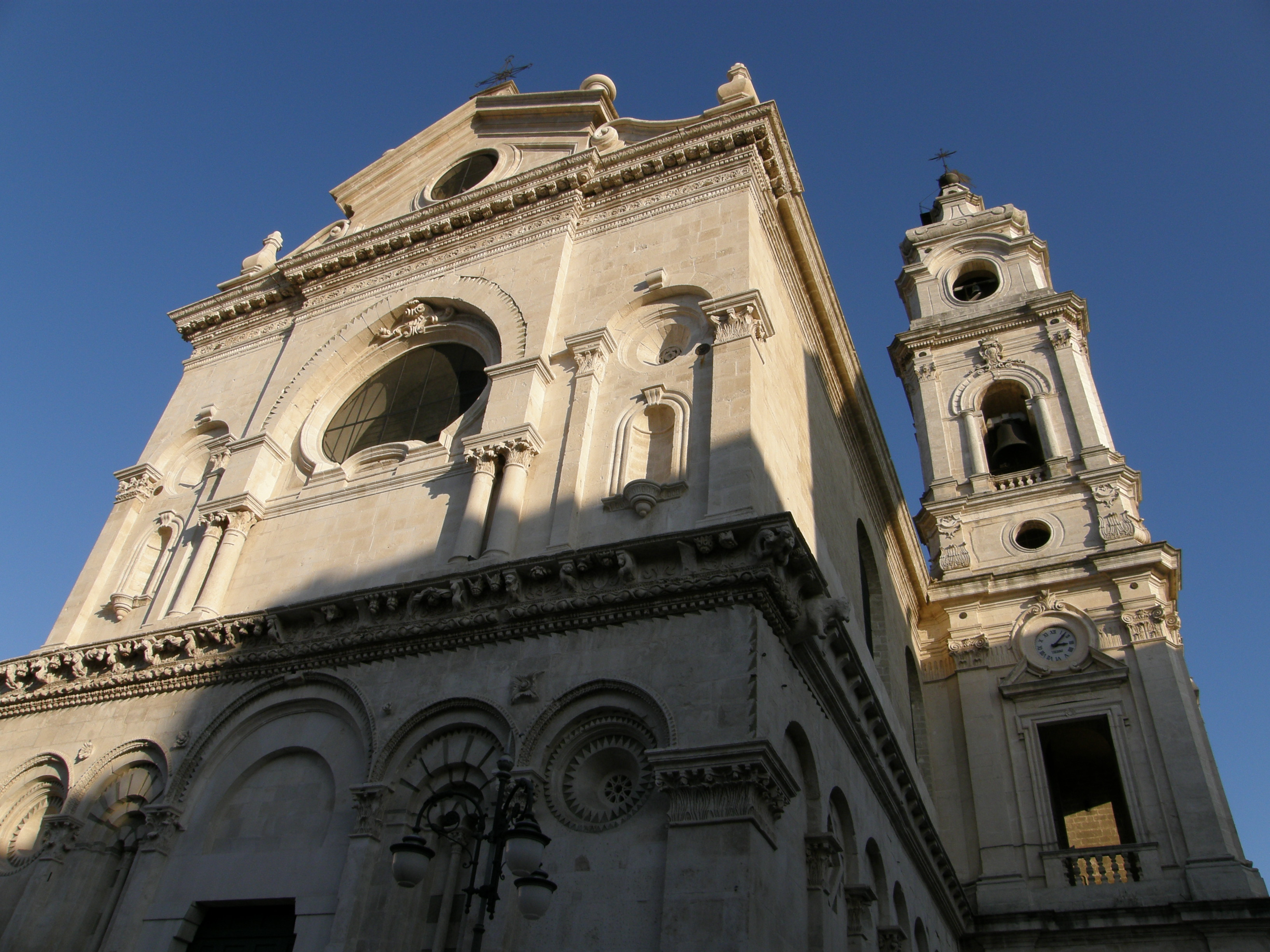
La cathédrale
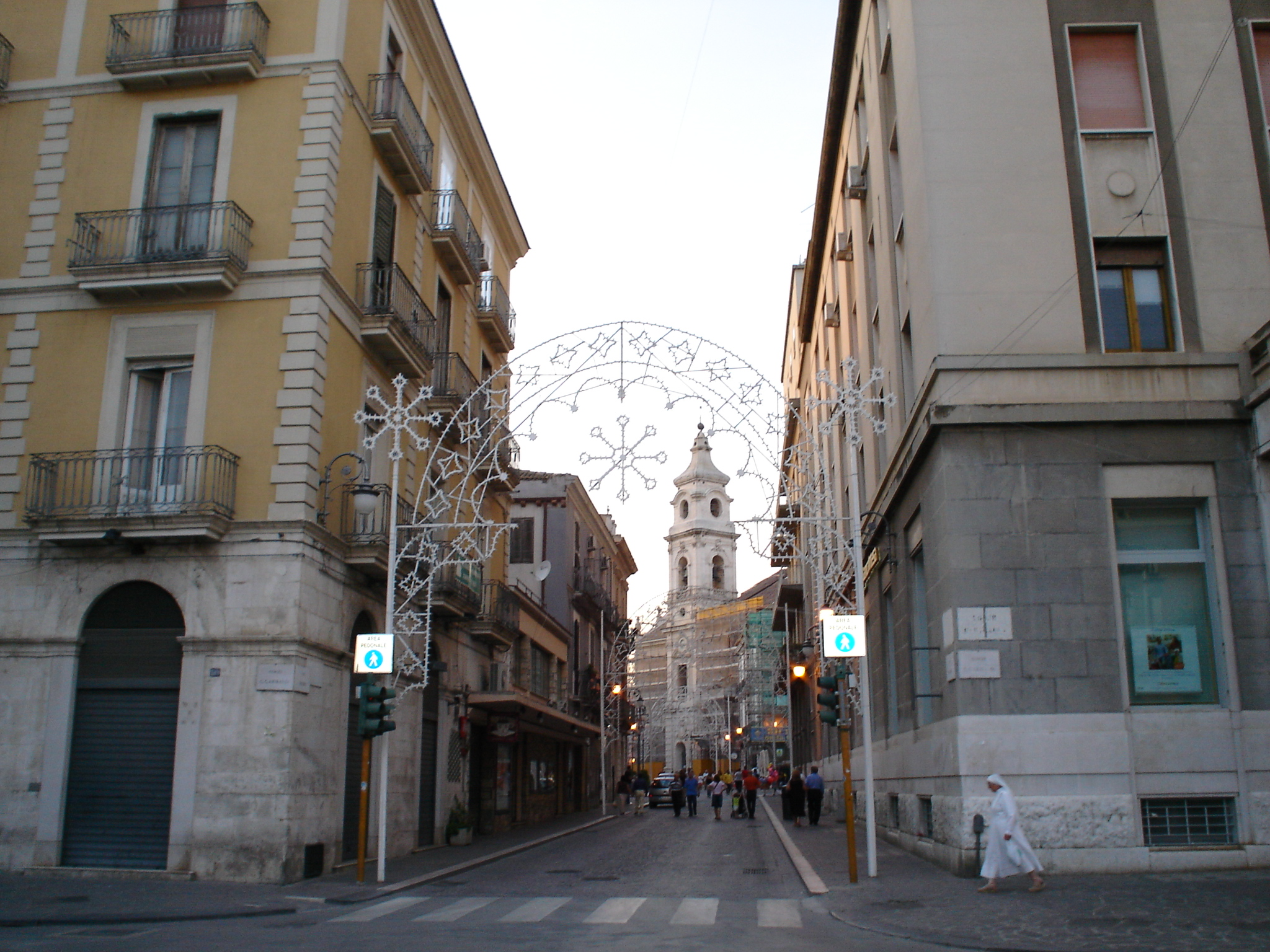
La cathédrale
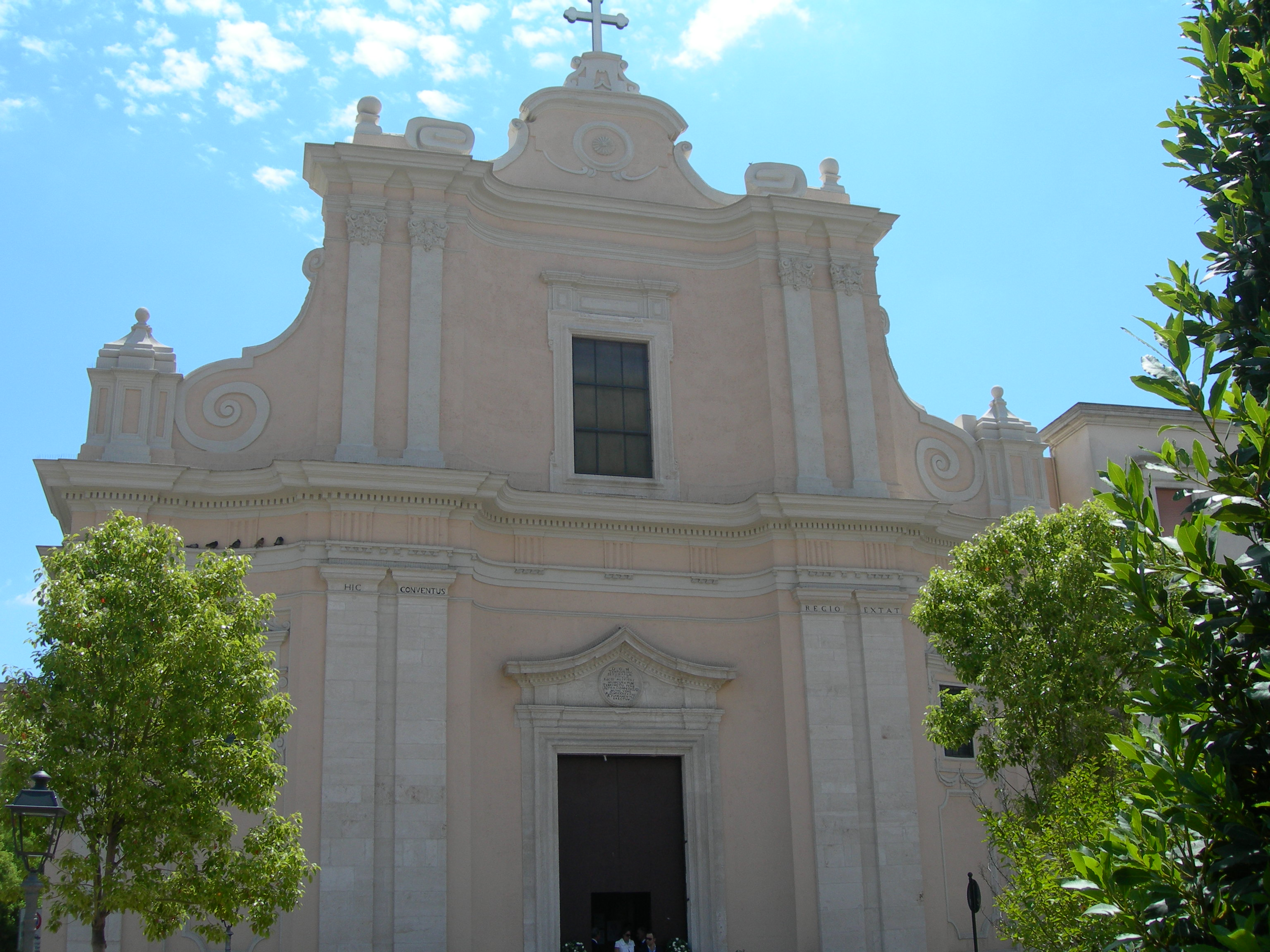
Eglise de Jésus et Marie
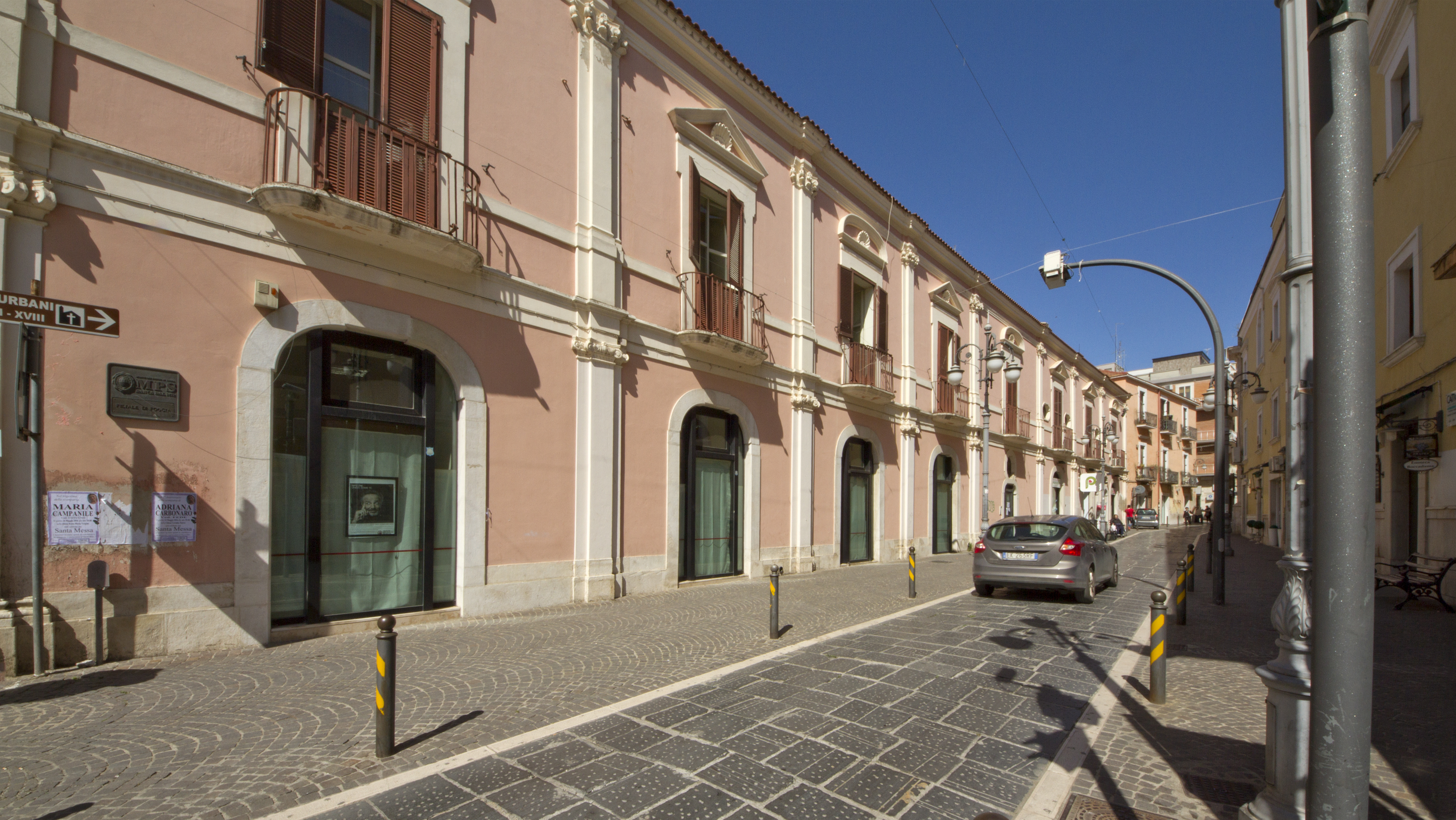
Rue du centre
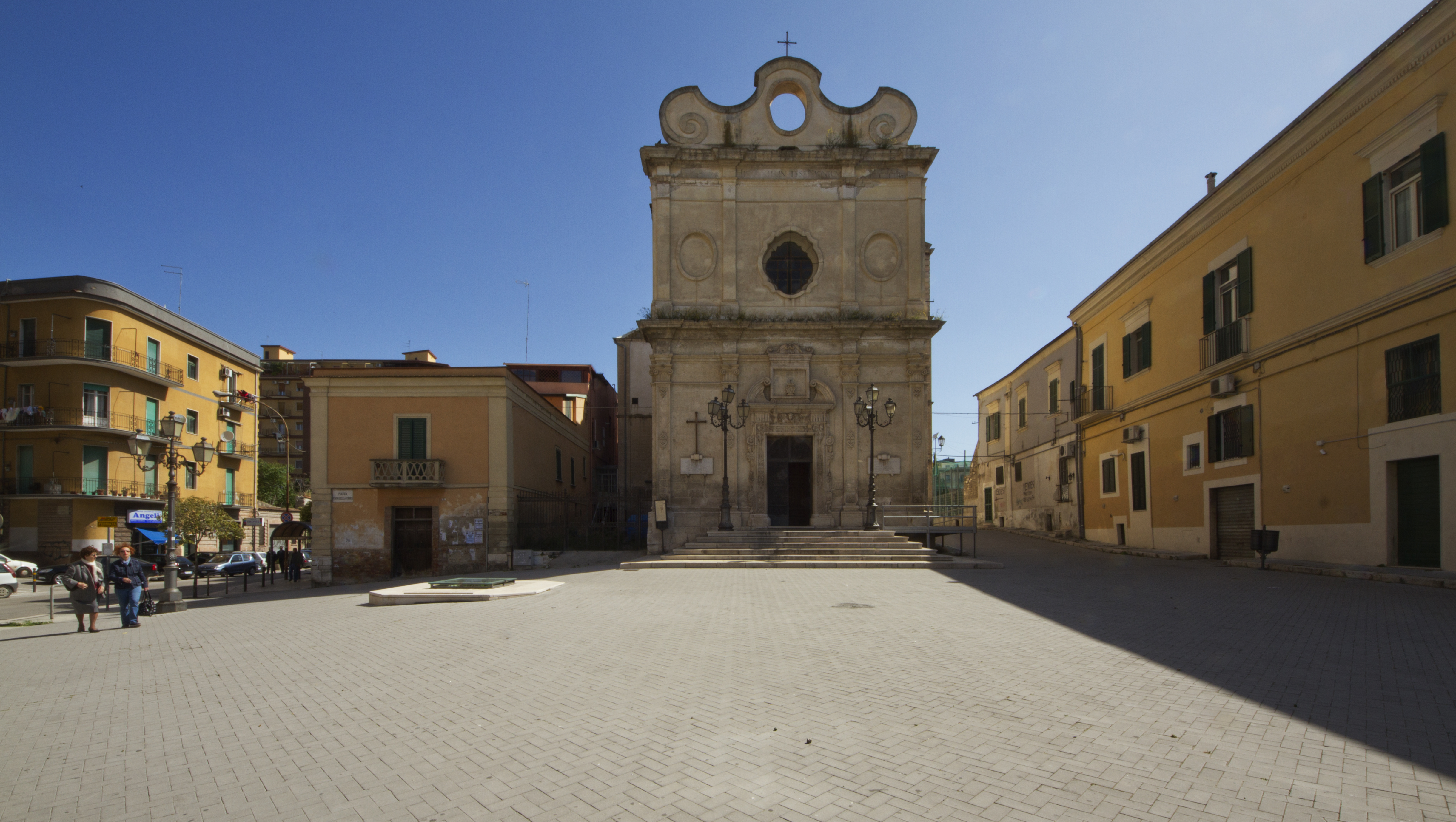
Place

## Sources partielles
- Marie-Nicolas Bouillet  et Alexis Chassang (dir.), « Foggia » dans Dictionnaire universel d’histoire et de géographie, 1878 (lire sur Wikisource)